# Народний суверенітет
Народний суверенітет — це принцип, згідно з яким народу належить уся суверенна повнота влади на території країни, право самому вирішувати свою долю — безпосередньо чи через представницькі органи, брати участь у реалізації політики своєї держави, контролювати діяльність органів державної влади. Принцип народного суверенітету є одним з основоположних для демократії.
Термін є похідним від «суверенітету», що є властивістю державної влади, а, власне кажучи, її пріоритетом над будь-якими іншими проявами влади на території та незалежність за її межами. Народ, як суверен, є носієм верховної влади, уповноважений приймати в межах певної політико-правової ієрархії остаточні рішення. Влада суверена характеризується як найвища в існуючій політико-правовій системі, остання інстанція у сенсі прийняття владних рішень. Окрім народу, носієм суверенітету може бути держава — державний суверенітет, нація — національний суверенітет.

## Ознаки
Жан-Жак Руссо виділяє наступні ознаки народного суверенітету:
- Невідчужуваність
- Неподільність.

Він звертав увагу на неможливість реалізації суверенітету народу за умов його відчуження на користь інших осіб, органів та за умови його розподілу між різними частинами народу.
Ознаки народу як суверена:
- верховенство його влади — право приймати остаточні та обов'язкові для виконання рішення;
- повнота влади, яка характеризується обсягом його владних повноважень.

## Співвідношення «народного суверенітету» з іншими спорідненими категоріями

### Співвідношення з «державним суверенітетом»
Наявність державного суверенітету не завжди вказує на реалізацію народного суверенітету. Державний суверенітет може існувати при відсутності суверенітету народу, як правило, за умов тоталітарного режиму, деспотії. Також відсутність зовнішньої самостійності спричиняє втрату суверенітету народу як внутрішньої волі його політичного стану.
Джерелом і носієм усієї влади є влада народу. Враховуючи це, суверенітет народу є первинним щодо державного, який в свою чергу лише відображає територіальну організацію народу. При цьому є формою прояву народного суверенітету, тобто механізмом реалізації влади народу.
Отже, державний суверенітет та народний співвідносяться як форма та зміст: народ здійснює свої владні повноваження всередині країни, а представником народного суверенітету на міжнародній арені є носій державного суверенітету, тобто глава країни.

### Співвідношення з «національним суверенітетом»
«Нація» — це етносоціальна спільність, у якої сформувалась самосвідомість своєї ідентичності; це політично організований народ. Поняття «суверенітет націй» означає повновладдя народу, здійснюване через принцип «право націй (народу) на самовизначення», тобто право на державотворення, на власний державний суверенітет. По суті, національний суверенітет є формою вияву народного.

### Співвідношення з «народовладдям»
«Народний суверенітет» та «народовладдя» є спорідненими категоріями, але не тотожними. Народовладдя — це процес, міра прояву влади народу. Народний суверенітет — це принцип, який створює вимоги до демократичної держави щодо забезпечення народовладдя.
Отже, держава повинна не лише визнавати належність усієї повноти влади у народу (народний суверенітет), а й право реалізовувати цю владу (народовладдя) — бути не лише джерелом, а й носієм.

## Історія концепції народного суверенітету
Проблема суверенітету є однією з найбільш дискусійних і складних проблем правової науки. Протягом тривалого часу поняття «державний суверенітет», «народний суверенітет», «національний суверенітет» не розмежовувалися, а предметом дослідження був «суверенітет» як принцип, як явище. Це ускладнило вивчення самого поняття «народний суверенітет», його історії, становлення, розвитку та функціонування. Теоретики залучали до своїх праць інтерпретації та роздуми про різні за значенням види цього принципу, навіть не здогадуючись того.
Явище «суверенітет» виникло як складова частина наукових знань про державу й право, проте в першу чергу поняття тлумачилось як політична ідея, а вже пізніше як правова.

### Античні та стародавні погляди
Історія країн Стародавнього Сходу та Античного Світу засвідчує існування явища державного суверенітету. Ці держави здійснювали верховенство всередині країни, були незалежними щодо інших держав, мали власну територію, державні кордони, підданих, систему державних органів, збройні сили тощо. Разом із тим, саме поняття залишилося невідомим Стародавньому світу. Також можна засвідчити, що сучасне поняття «суверенність» не існувало ні як об'єктивно (реально, як явище) в більшості випадків, ні як суб'єктивно (свідомо, як поняття). Це пояснювалося реалізацією в країн Стародавнього світу ознак деспотичного політичного режиму. Проте врахуємо думку С. О. Котляревського:
|  | «Не менш очевидно, що й в абсолютивній державі суспільний настрій і громадська думка є безсумнівною силою, з якою уряд, навіть тоді, коли він не примушується до цього текстом закону, на ділі рахується. Повна хронічна дисгармонія уряду і народу є однаково неможливою як в державах Ашантіїв і Дагомеїв, так і в Англії або Франції; найбільш криваві прояви деспотизму не могли бути довгими, якщо б не спиралися на санкцію значної частини народу». |

#### Народний суверенітет в античних містах-державах
Народний суверенітет як явище починає виникати ще за давніх часів у тих державах, здебільшого античних, де засновувались демократичні інститути.
|  | «Ідея народного суверенітету, — пише С. О. Котляревський, — це стародавня спадщина європейської правової свідомості, яка отримала її в традиції римського права, в якому кожний магістрат був уповноваженим народу і лише в силу цього повноваження мав ту чи іншу владу; останнє відносилося й до влади імператора». |

Також потрібно зазначити, що основи ідеї народного суверенітету закладені ще до формування римського права. Античні міста-поліси та утворені з них республіки застосовували це поняття «…на практиці інстинктивно, майже не турбуючись про її теоретичне обґрунтування».

#### Народний суверенітет в думці філософів Стародавнього Сходу
Також це явище намагались обґрунтувати філософи Стародавнього Сходу. Конфуцій стверджував: «Без довіри народу правитель не встоїть». В його праці «То юй» («Промови царств») важливе місце відведено народу. Небо порівнюється з народом, предки якого з волі Неба призначили правителів. Вищий предок (верховне божество) захищав і жалів народ, втручався в земні справи, у дії царів. Тому й правителя називали «Сином неба», тобто сином народу.
Деякі політико-правові роздуми були притаманні й засновнику маоїзму — Мо-цзи. Він сформулював ідею рівності, договірного походження держави, демократичного управління. Основним принципом у системі його поглядів був принцип загальної любові і взаємної користі. Він стверджував, що доступ до влади повинен бути відкритий для всіх здатних і талановитих людей, а не тільки для тих, хто має знатне походження. Якщо правитель буде керувати країною, керуючись принципом загальної любові і користі, то ніколи не буде політичного хаосу. Його зміст складає вміле поєднання «настанов народу з покараннями». Важливе місце у вченні Мо-цзи займає вимога врахування інтересів ідумок простого народу в управлінні державою. Він підкреслював — в управлінні країною варто виходити з інтересів простолюдинів.
Отже, саме політико-правова думка Стародавнього Світу заклала основи ідеї народного суверенітету як явище та передумови до обґрунтування його як поняття.

### Середньовічні ідеї
Осмислення в XIII сторіччі «Політики» Аристотеля (особливо в працях Альберта Великого та Фоми Аквінського), демократичного ладу Давньої Греції та грецьких праць про тиранію, дослідження різноманітних форм правління — усе це й започаткувало в Середньовіччі вчення про договірне походження влади і народний суверенітет. Його суть у тому, що влада імператора, монарха має посадовий характер, довірена йому народом та базується на первісному договорі між ним і народом, тому народ вищий за монарха, має право суду над ним і повалення його.
Також у цьому напрямку працював ще у XI сторіччі німецький монах Манегольд Лаутенбаський, захисник папства. Щоб принизити світську владу, він стверджував, що владу світським володарям, імператору й королю, дав народ на основі договору. Тому в разі порушення такого договору народ може усунути монарха: «Невірного володаря народ може вигнати зі служби, як пастуха-злодія».
З XII сторіччя вчені досліджують питання про підстави імператорської влади та про її ставлення до прав народу. У літературі висловлюються демократичні ідеї, що народ не переніс саму владу на імператора, а лише передав імператору повноваження для здійснення влади, залишаючи саме право собі.
У XIII сторіччі відомий схоластик і теолог Ф. Аквінський стверджує, що підкорення законам зумовлюється згодою; він вчить, що специфічна властивість верховної влади належить законодавчій гілці влади — народу або тому, хто її представляє. Обраний народом правитель, який зловживає владою, повинен бути позбавлений її або ж влада його має бути обмежена. Піддані не тільки не зобов'язані виконувати накази правителя, які суперечать божественним законам, а й узагалі не мусять підкорятись узурпаторам і тиранам.
У період між XIV—XV сторіччями М. Падуанський розтлумачує питання про закон, що його має приймати народ. А народом вважається вся сукупність громадян або найважливіша їх частина. Такий порядок прийняття та зміни законів визначається їхньою метою: прийняті народом закони виражають загальне благо; народ краще підпорядковується тим законам, які сам для себе створив; ці закони мають бути відомі всім. М. Падуанський обґрунтовує принцип підзвітності всіх дій уряду та принцип виборності виконавців законів народом.
Варто також відзначити першого систематика позитивного права Лупольда фон Бебенбурга, який у праці «De juribus regniet imperii Romanorum» (1340 р.) зазначив, що народ в імперії вищий за імператора; курфюрстам, як представникам народу, належить право не тільки обирати імператора, а й усувати його, брати участь у законотворенні та управлінні імперією.
У XIV сторіччі з розвитком учення про народний суверенітет демократичні засади було перенесено у церкву. У сфері релігійних відносин розвивається доктрина про належність верховної влади не одній особі (Папі), а всій сукупності конфесійного союзу, тобто ідея народного суверенітету стосовно церкви.
Пізніше концепція народного суверенітету вперше була висловлена депутатом від Бургундії Філіппом По 1484 року на зібранні Генеральних штатів у м. Тур (Франція).
Аналіз наукових джерел свідчить про появу наприкінці Середньовіччя поглядів про вищу та незалежну державну владу монарха або народу, яка може бути обмежена нормами релігійного та природного права. Ці погляди лягли в основу сучасного трактування поняття народного суверенітету.

### Епоха Просвітництва

#### Погляди Джона Локка
Демократичні погляди на проблему суверенітету мали місце в працях англійського філософа Джон Локка (1632—1704), який стверджував, що джерелом суверенітету є народ, а не держава. Проте, в значенні народ він тлумачив досить вузьке поняття, беручи до уваги лише землевласників, зацікавлених в обмеженому абсолютизмі. Тим не менше, тут присутнє положення, що саме народ володіє всією повнотою влади.
Під час англійської революції концепція теоретика була закріплена в програмній доктрині партії левелерів — «Основні закони та вольності Англії», що декларувала народ єдиним джерелом влади за своєю природою. Ця ідея мала свій зміст і в період державного перевороту 1688 року. Наслідком чого стало утвердження конституційної монархії, що відкривало та закріплювало реальний доступ буржуазії до управління справами держави. За таких умов Джон Локк представив ідеї природного права, суспільного договору, невід'ємних прав особистості, народного суверенітету, а разом з цим надавав законного характеру повстанням проти тиранів. Суверенітет народу, в кінцевому рахунку, вищий за суверенітет створеної ним держави.
Праця Локка про державу й право, зокрема про суверенітет, стала класичним проявом ідеології соціальних революцій. Послідовниками тлумачення ідеї народного суверенітету були такі представники епохи Просвітництва, як Жан-Жак Руссо, Шарль Луї Монтеск'є та інші.

#### Погляди Руссо
Основою політико-правової концепції Жана-Жака Руссо була ідея народного суверенітету; вважається, що саме він надав найточнішого визначення поняттю, саме його вважають основоположником теорії народного суверенітету.
Руссо, як і багато його попередників, виходить з ідеї про наявність в історії людства природного стану, в якому всі люди рівні. Цей період характеризується станом свободи і рівності всіх. Для досягнення такої свободи він висуває ідею народного суверенітету, суть якої полягає у тому, що, укладаючи суспільний договір, всі його учасники отримують рівні права. Для цього необхідно, щоб кожен індивід відмовився від прав, що належали йому раніше. Суверенітет народу проявляється у здійснюваній ним законодавчій владі, оскільки політична свобода можлива тільки у такій державі, де законодавцем виступає народ.
Руссо виділяє дві важливі ознаки народного суверенітету — невідчужуваність і неподільність. Відчуження суверенітету народу на користь окремих осіб або керівних органів, так і його розподіл між окремими частинами народу, згідно із поглядами Руссо, означало б заперечення суверенітету, як загальної волі народу. У концепції Руссо є важливим те, що він заперечує необхідність наявності правителя і тих, ким правлять.
Саме Жан-Жак Руссо інтерпретував поняття народного суверенітету, зміст якого за визначеними ознаками аналогічний до сучасного. Його концепція стала «доктриною» періоду Великої французької революції.

#### Погляди Монтеск'є
На противагу концепції народного суверенітету свого попередника, Монтеск'є в своїх працях про народний суверенітет, народне представництво пояснював неможливість обговорення державних справ народом в цілому. Таким чином, він наголошував, що у демократичній державі кожна людина вважається вільною і повинна сама здійснювати керівництво над собою, законодавча влада повинна належати всьому народу, проте оскільки в більшості держав це неможливо через деякі незручності, то необхідно, щоб народ саме з допомогою представників робив все, чого не може він робити безпосередньо. В іншому випадку однією з слабких сторін демократії було б зловживання можливістю надавати інструкції та настанови, що могло призвести до паралічу всього народу через чиюсь примху або через протистояння інтересів.
Отже, наприкінці XVIII століття термін «народний суверенітет» увійшов не тільки в науковий обіг, а й у практику державотворення.

### Подальший розвиток концепції
Протягом XIX і XX ст. ідея народного суверенітету через революції і реформи завоювала стійкі позиції у світі. Перехід від абсолютної монархії до системи ліберальних цінностей закріпив практичні навички реалізації народного суверенітету. Тенденція відсутності можливості реалізації народного суверенітету з кожним століттям, десятиліттям ставала все «болючішою», недоречною, недопустимою. Навіть країни, які за значного впливу комунізму, нацизму, фашизму перетворились на тоталітарні, намагались втілити концепцію народного суверенітету, хоч і лише формально. В СРСР цю ідею підігнали під рамки, в межах яких створювалася соціалістична країна. Народний суверенітет формально існував, але ним володіли лише панівні верстви населення — номенклатура, мета якої була стримувати пригнічені класи.

## Нормативне закріплення ідеї народного суверенітету в формах (джерелах) права
- 1710 — Конституція Пилипа Орлика[8]
- 1776 — Декларація незалежності США[9]
- 1789 — Декларація прав людини і громадянина в Франції[10]
- 1791 — Конституція Франції[11]
- 1832, 1867 — Акт про народне представництво в Англії
- 1848 — Конституція Франції 1848[12]
- 1919 — Веймарська конституція Німеччини[13]
- 1946 — Конституція Четвертої республіки Франції[14]
- 1947 — Конституція Італії[15]
- 1949 — Основний закон Федеративної Республіки Німеччини[16]
- 1949 — Конституція Індії[17]
- 1958 — Конституція П'ятої республіки Франції[18]

Впродовж кінця XX ст. та до сьогодення всі конституції демократичних країн закріпили принцип народного суверенітету, зокрема Конституція України 1996 року. Також ця концепція юридично оформлена в Статуті ООН та інших міжнародних організацій.

## Форми реалізації народного суверенітету
Народ, який є неоднорідним за своїм складом та структурою, не може безпосередньо керувати державою: це вимагає професійних навичок. Тому це право передається органам державної влади, які виконують різні функції, мають власні повноваження та спеціальні права. Контроль за діяльністю цих органів і установ не може бути всенародним, але може і повинен бути демократичним, носити гласний характер, але в рамках, що дозволяють зберегти в секреті державні таємниці. Суворе дотримання демократичних принципів у формуванні та діяльності державного апарату — важлива сторона народовладдя.
У ст. 5 Конституції України зазначається, що носієм народного суверенітету і єдиним джерелом влади в Україні є народ. Народ здійснює владу безпосередньо та через органи державної влади та органи місцевого самоврядування.
З цього випливає наявність двох форм реалізації народного суверенітету:
- Безпосередня (пряма), основними формами якої є:
  - Вибори — процес формування державних органів шляхом голосування.
  - Референдум — процес голосування усього населення держави або певної його частини з метою вирішення важливих питань державно-суспільного життя.
- Представницька форма передбачає участь громадян в управлінні державними та суспільними справами через представників; більш поширений спосіб повсякденного управління справами держави.

## Забезпечення реалізації народного суверенітету

### Нормативне закріплення
Основною гарантією та засобом забезпечення реалізації народного суверенітету є закріплення в офіційно визначених нормативно-правових актах політичних прав та свобод.
До таких політичних прав та свобод можна віднести:
- право обирати і бути обраними;
- право на участь у референдумі;
- право на участь у всенародних обговореннях;
- право народної правотворчої ініціативи;
- право на відкликання народного представника;
- право на обговорення суспільних проблем, шляхом зібрань;
- право громадян брати участь в управлінні державними справами;
- право на свободу мирних зборів.

Закріплення цих прав на найвищому рівні (конституційному) і являє собою механізм реалізації народного суверенітету. Адже саме недотримання перелічених вище та інших конституційних норм несе за собою негативні юридичні наслідки. Отже, перший крок до забезпечення реалізації народного суверенітету — це офіційне нормативне закріплення як такого.

### Функціонування представницьких органів, їх організація на принципах демократії
Також ще однією необхідністю, що одночасно являє собою зумовлюючий чинник та результат механізму реалізації, є парламент. Адже саме він — головний елемент представницької демократії. Президент, посада якого визначається шляхом всенародного голосування, також являє собою представницький орган. Інші органи державної влади відповідальні за свою діяльність, узгоджують її із волевиявленням народу, вони повинні діяти згідно за принципами гласності, виборності, верховенства права тощо.

### Право на повстання
Ще одним гарантом народного суверенітету є право народу на повстання. Це є природним правом кожного народу, кожної людини, воно закріплене на міжнародному рівні в Загальній декларації прав людини. Це право передбачає опір гнобленню, що є наслідок узурпації влади чи інших порушень засад демократії, зокрема народного суверенітету, основоположних прав та свобод тощо.

## Проблеми забезпечення народного суверенітету на сьогодні
Деякі науковці визначають народний суверенітет декларативним принципом, який не має юридичної сили, визнають його як таким, що є лише «легітимуючою фікцією», яка використовується з метою створення ефекту законності. Згідно з цією позицією, конструкція «народ — носій суверенітету» по суті несумісна з сучасною теорією конституціоналізму.
Щодо нашої держави, то проблема спричинена нечіткістю визначення принципу народовладдя. Отже, основним завданням України в даному випадку є з'ясування суті та змістовних ознак принципу народного суверенітету, виявлення проблем у конституційно-правовому регулюванні реалізації цього принципу, а також чіткого розмежування та встановлення його співвідношення з категорією і явищем «народовладдя».